# Matthews, Georgia
Matthews är en ort i Jefferson County i delstaten Georgia, USA.